# GR-2

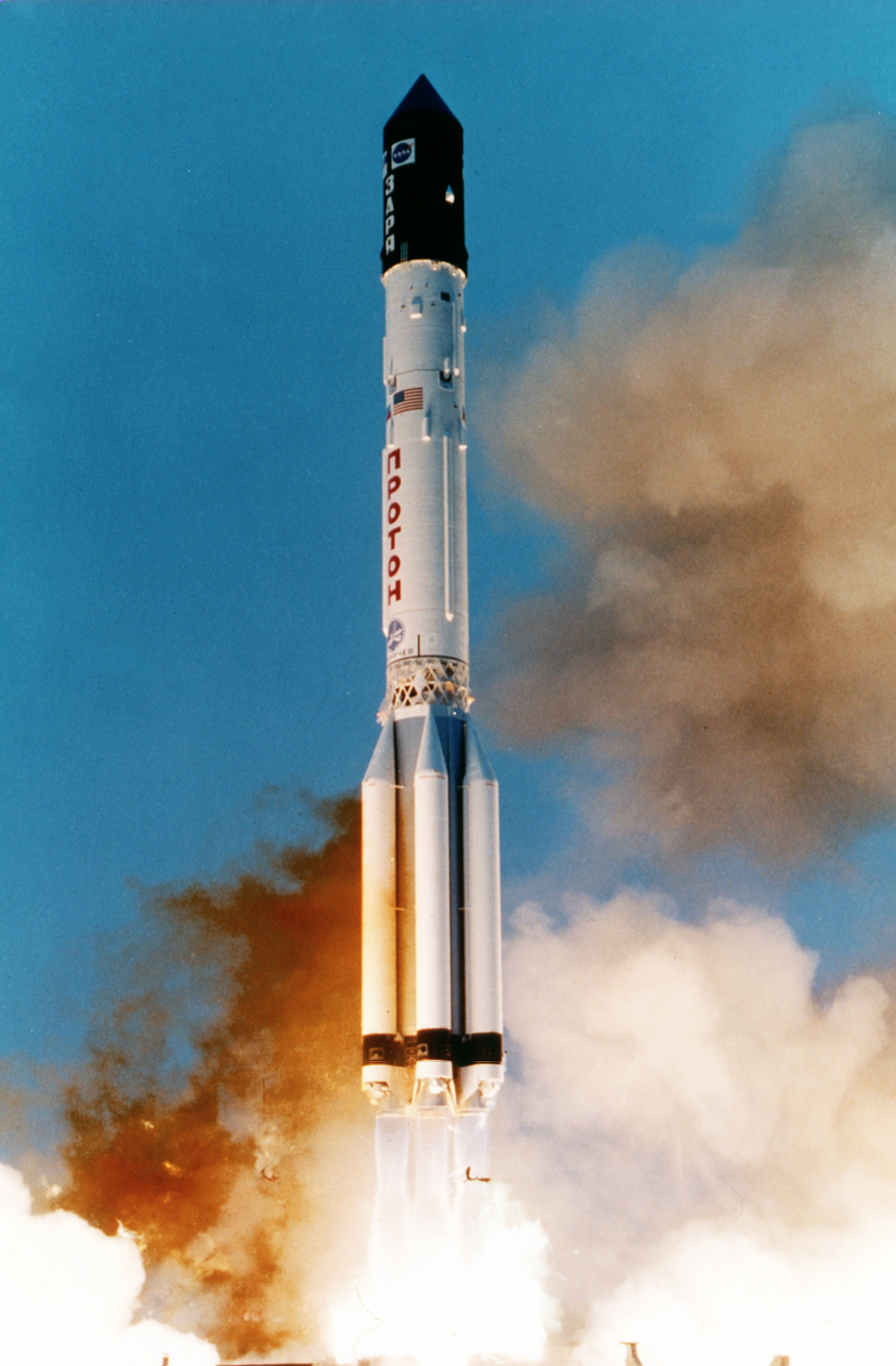
Il razzo Proton. Questo missile venne dichiarato vincitore della specifica GR-2, ma non fu mai utilizzato per impieghi militari.

GR-2 (Razzo Globale 2) è il programma sovietico relativo ad un razzo pesante utilizzabile per scopi militari. In particolare, questo sistema missilistico avrebbe dovuto essere in grado di essere impiegato sia come missile balistico intercontinentale in grado di trasportare una testata da 100 megatoni, sia per immettere in orbita dei carichi militari di grandi dimensioni.
Questo requisito fu emesso nei primi anni sessanta, e portò allo sviluppo del vettore Proton e del gigantesco razzo N1. Alla fine, il modello dichiarato vincitore fu il Proton, ma non fu mai impiegato militarmente.

## Le proposte
Complessivamente, furono tre gli OKB che presentarono delle proposte: l'OKB-1 di Sergej Pavlovič Korolëv, l'OKB-52 di Vladimir Nikolaevič Čelomej e l'OKB-586 di Michail Kuz'mič Jangel'.

### OKB-1
La proposta di Korolëv era basata sul progetto del razzo N1, sviluppato nell'ambito del programma lunare sovietico. Questa versione erano nota come N-11GR: in particolare, si sarebbe dovuto trattare di una versione ingrandita del FOBS, in grado di trasportare sei testate nucleari da 1.500 kg l'una alla quota di 160 km. Dal punto di vista tecnico, era un missile a tre stadi, con quello superiore contenente le bombe atomiche che ricordava una sorta di gigantesco revolver. La variante militare dell'N1 non ebbe seguito (al contrario di quella per il programma lunare, che fu però lanciata senza successo).

### OKB-52
La risposta al requisito GR-2 di Čelomej fu quello che sarebbe poi diventato il vettore Proton. Appartenente alla famiglia dei missili UR, venne sviluppato a partire dal 1961 come UR-500 (designazione: 8K82). In dettaglio, si sarebbe dovuto trattare di un razzo a due stadi, in grado di trasportare in orbita da una a sei testate nucleari, oppure una testata da 100 megatoni alla distanza di 10.000 km. Si trattò del missile che, il 15 gennaio 1962, venne effettivamente selezionato per il requisito GR-2, e fu lanciato per la prima volta il 16 luglio 1965. Tuttavia, non entrò mai in servizio con le forze armate, ed il programma relativo fu interrotto nel 1966, dopo soli quattro lanci (di cui tre coronati da successo). Successivamente, ne furono sviluppate versioni a tre e quattro stadi per essere impiegati come vettori spaziali (ruolo in cui il Proton è ampiamente utilizzato ancora oggi).

### OKB-586
Jangel' propose due diversi missili: l'R-46 (ICBM) e l'R-56 (il lanciatore spaziale). L'ultimo, in particolare, avrebbe dovuto coprire praticamente l'intero spettro delle missioni militari nello Spazio, tra cui quella di trasportare 35 tonnellate di testate nucleari manovrabili per effettuare attacchi a sorpresa. La variante militare aveva tre stadi, ma ne furono ipotizzate anche delle versioni che ne avrebbero dovuto avere quattro, in modo da poter svolgere missioni lunari oppure di messa in orbita geosincrona di satelliti. Questo missile comunque non fu accettato né per il requisito GR-2, né per le missioni lunari (ruolo in cui gli furono preferiti i più grandi e meno pratici progetti di Korolëv e Čelomej).

## Caratteristiche tecniche
La tabella seguente indica le principali caratteristiche tecniche dei sistemi che furono proposti per il GR-2. Occorre considerare che l'unico che fu effettivamente costruito fu l'UR-500.
| Dati tecnici          | N-11GR     | UR-500/8K82 | R-56      |
| --------------------- | ---------- | ----------- | --------- |
| Peso al lancio (kg)   | 753.000    | 595.490     | 1.197.000 |
| Lunghezza (m)         | 40         | 46,28       | 67,8      |
| Larghezza massima (m) | 9,8        | 7,4         | 8,2       |
| Numero di stadi       | 3          | 2           | 3         |
| Carico utile (kg)     | 9.000      | 12.200      | 35.000    |
| Spinta (kN)           | 10.610.000 | 8.847.000   | ?         |
| Gittata (km)          | 12.000     | 10.000      | 16.000    |
| Quota massima (km)    | 160        | 300         | 200       |